# Quincy Acy
Quincy Jyrome Acy (Tyler, 6 de outubro de 1990) é um jogador norte-americano basquete profissional que atualmente joga pelo Brooklyn Nets, disputando a National Basketball Association (NBA).

## Estatísticas na NBA

### Temporada Regular
| Ano      | Equipe           | PJ | PT | MPJ  | AP   | 3P   | LL   | RT  | AS  | BR  | TO  | PPJ |
| -------- | ---------------- | -- | -- | ---- | ---- | ---- | ---- | --- | --- | --- | --- | --- |
| 2013–14  | Toronto Raptors  | 7  | 0  | 8.7  | .429 | .400 | .625 | 2.1 | 0.6 | 0.6 | 0.4 | 2.7 |
| 2013–14  | Sacramento Kings | 56 | 0  | 14.0 | .472 | .200 | .667 | 3.6 | 0.4 | 0.3 | 0.4 | 2.7 |
| Carreira |                  | 92 | 0  | 12.9 | .500 | .294 | .725 | 3.2 | 0.4 | 0.4 | 0.4 | 3.1 |